# Рудината
Рудината е природна забележителност в планината Било, на територията на общините Ботевград и Етрополе, землищата на гр. Ботевград и с. Бойковец, заема площ от 37 ха. Попада на територията на Регионална инспекция по околната среда и водите (РИОСВ) – София.
Обявена е на 25 април 1984 г. с цел опазване на вековна букова гора.
Режимът на дейностите в границите на ПЗ „Рудината“ включва: забрана на извеждането на сечи, освен санитарни и отгледни; забрана пашата на домашен добитък; забрана извършването на минно-геоложки и други дейности, с които се нарушава естествения облик на района; забрана събирането на билки и бране на цветя, както и забрана на ловуването.
Подходи към защитената местност има от местността Стубеля и хижа „Рудината“. Други защитени територии в близост до нея са природните забележителности „Елака“, „Беликата“ и „Грохотка“.